# Affaire de Bachri-Busnach

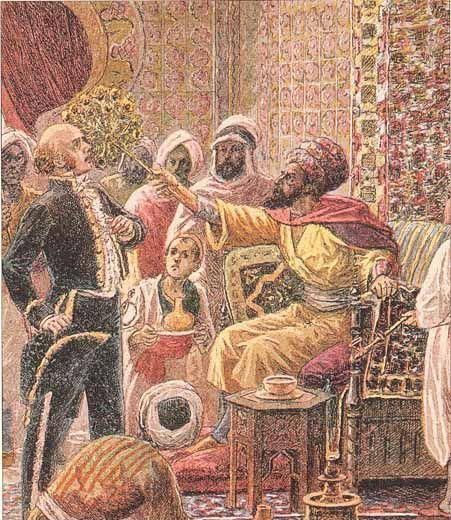
Hussein Dey, souverain d'Alger : l'incident du chasse-mouche, le 30 avril 1827.

 (mai 2025).
 (juin 2025).
L'affaire de Bachri-Busnach, aussi appelée couramment « affaire de l'éventail » ou « affaire du coup d'éventail », est un conflit commercial et politique entre la France et la Régence d'Alger au début du XIXe siècle ; il était centré sur les obligations de la France envers une société commerciale détenue par les familles juives algériennes de Bachri et Busnach. L'affaire est considérée comme l'une des causes de l'invasion française de la Régence d'Alger en 1830.

## Contexte
Au XVIIe siècle, des immigrants juifs de Livourne, en Italie, arrivent dans le Nord de l'Algérie. Ces immigrés, descendants de déportés d'Espagne, s'installent en Afrique du Nord comme commerçants, à la recherche d'opportunités économiques. Bientôt, ils sont devenus un facteur important dans le commerce international des villes algériennes. Ils ont fourni d'importants services financiers et commerciaux au Dey (le dirigeant de la Régence d'Alger), et certains d'entre eux ont été nommés au fil des ans pour servir de médiateur « précoce » entre la communauté juive algérienne et le gouvernement. Deux des familles les plus anciennes de Livourne en Algérie étaient les familles de Bachri et Busnach. Les deux s'associent à la fin du XVIIIe siècle et fondent une société économique dominante dans l'exportation de marchandises d'Algérie vers l'Europe, et en particulier dans l'exportation de denrées alimentaires (principalement du blé) d'Algérie vers la France, entre autres pour répondre aux besoins de l'armée de Napoléon.
Au cours des années 1780 et 90, en raison des besoins croissants de l'armée française lors de ses guerres, la France accumule d'énormes dettes de plusieurs millions de francs envers la société Bachri-Busnach. La société a financé ses opérations en empruntant au Dey algérien, de sorte que les dettes de la France envers la famille Bachri-Busnach étaient en fait des dettes envers le dirigeant algérien, et l'affaire est devenue un conflit économique continu entre les deux pays, se déroulant tout au long des trois premières décennies du XIXe siècle. La France et la Régence d'Alger ont parfois conclu des accords de dette entre eux, mais la France les a souvent violés.[réf. nécessaire] En 1800, des agents de la société Bachri-Busnach, Jacob Cohen Bachri et Shimon Aboucaya, sont arrêtés à Paris, après avoir exhorté la France à payer ses dettes. Après des contacts politiques, le gouvernement français les a libérés cette année-là et a accepté de payer 3,7 millions de francs sur les huit millions qu'elle devait. Dans le traité de paix entre la France et la Régence d'Alger en 1801, la France a reconnu l'existence du solde de ses dettes envers la société Bachri-Busnach, mais même après cela, elle n'a pas transféré les fonds. L'un des arguments avancés par le gouvernement français pour tenter d'échapper au paiement était que la société Bakri-Busnach commerce également avec la Grande-Bretagne, l'ennemi juré de la France, et que la France n'est donc pas intéressée à payer sa dette,.
La question des dettes de la France envers la société Bakri-Busnach resta en suspens durant les années 1800-1826, malgré les tentatives de la Régence d'Alger pour obtenir les fonds sous le règne de Louis XVIII. En 1826, le souverain algérien Hussein Dey a envoyé une lettre au ministre français des Affaires étrangères, et il a été décidé de mettre en place un comité pour déterminer le règlement de la dette. Cette année-là, la dette avait gonflé à quatorze millions de francs français, y compris un taux d'intérêt de quatre millions de francs, mais le nouvel arrangement de la dette stipulait que le gouvernement français ne paierait que sept millions de francs. La maison de commerce Bakri-Busnach a accepté l'accord, tout comme Hussein Dey, qui espérait obtenir sa part des fonds. Cependant, la France n'a pas non plus rempli cet arrangement de dette.

## Genèse de l’incident
Le 30 avril 1827, des consuls étrangers et des agents diplomatiques se sont réunis à Alger pour une conférence avec le souverain algérien Hussein Dey. À cette occasion, Hussein Dey a demandé publiquement au consul de France si la France avait l'intention de faire face au règlement de la dette et si elle avait commencé à transférer les fonds. Lorsqu'il apprit qu'aucun progrès n'avait encore été fait sur la question, il fut rempli de colère et frappa le consul de France au visage avec le manche d'un chasse-mouches qu'il avait entre les mains. Selon une autre version, Hussein Dey aurait simplement voulu frapper une mouche dérangeante et touché accidentellement le consul de France,.
Le gouvernement français a traité l'incident comme une insulte publique et a exigé des excuses immédiates. L'absence de réponse a commencé par des mesures punitives, et la marine française a lancé un siège naval sur le port d'Alger, qui a duré trois ans. Cette action a nui à l'économie française, qui entretenait de vastes relations commerciales avec la Régence d'Alger, non moins qu'elle n'a nui à la Régence elle-même, de sorte que les Français ont tenté de recourir à la médiation internationale. Ils ont approché, entre autres, le sultan ottoman Mahmoud II et Méhémet Ali, le souverain d'Égypte, dans le but de servir de médiateur entre eux et la Régence, mais cela n'a pas porté ses fruits.

## Conséquences
En 1830, la France a envahi la Régence et a conquis l'Algérie après plus de 17 ans de guerre — une occupation qui a duré jusqu'en 1962. L'invasion française découle de nombreuses considérations, notamment des considérations internes des hommes d'État français, mais l'affaire Bakri-Busnach en a été le facteur déclencheur, du moins officiellement.